# جاي غاتسبي (شخصية خيالية)
جاي غاتسبي (بالإنجليزية: Jay Gatsby)‏ (المسمى أصلاً جيمس «جيمي» جاتز) هي شخصية خيالية وهي الشخصية الرئيسية لرواية غاتسبي العظيم للكاتب فرنسيس سكوت فيتسجيرالد والتي صدرت عام 1925. وصف الراوي، نيك كارواي، الشخصية بأنه مليونير ومالك القصر الفاخر والذي يتم فيه استضافة حفلات باهظة الثمن في كثير من الأحيان، قال الراوي نيك كارواي بأنها «الشخص الأكثر تفاؤلاً الذي قابلتُه على الإطلاق».

## السيرة الشخصية
ينحدر جيمس جاتز من ريف داكوتا الشمالية، ولد حوالي عام 1890 لعائلة فقيرة من المزارعين. التحق بكلية سانت أولاف، لكنه ترك الدراسة بعد بضعة أسابيع في الفصل الدراسي الأول له لأنه كره دعم نفسه من خلال العمل كـ بواب.
بعد ترك المدرسة، ذهب إلى بحيرة سوبيريور، حيث التقى بكبير رجال الأعمال والذي يبيع النحاس دان كودي في خليج ليتل جيرل. أصبح كودي معلمًا لـ جاتز ودعاه للانضمام إلى رحلة اليخوت التي استغرقت عشر سنوات. في السابعة عشرة، غير جاتز اسمه إلى جاي غاتسبي، وعلى مدى السنوات الخمس التي تلتها، تعلم طرق الأثرياء. ترك كودي 25,000 دولار لجاي غاتسبي، ولكن بعد وفاته، خدعت عشيقة كودي غاتسبي بالميراث.
في عام 1917، التقى غاتسبي، البالغ من العمر 27 عامًا، أثناء تدريباته للمشاة في الحرب العالمية الأولى، ووقع في حب ديزي فاي البالغة من العمر 18 عامًا، والتي كانت كل شيء لم يكن غاتسبي به: غنية ومن عائلة لويسفيل الأرستقراطية.
خلال الحرب، وصل غاتسبي إلى رتبة رائد في فوج المشاة السادس عشر للولايات المتحدة، وتم منحه وسام الشجاعة لمشاركته في المارن وأرجون. بعد الحرب (كما قال الراوي «نيك كارواي» بعد سنوات)، التحق لفترة وجيزة بكلية ترينتي، أكسفورد. أثناء وجوده هناك، تلقى رسالة من ديزي، لتخبره بأنها تزوجت من الثري توم بوكانان. ثم قرر غاتسبي أن يلتزم بحياته ليصبح رجلًا من هذا النوع من الثروة والمكانة والذي كان يعتقد بأنه سيكسب حب ديزي من خلالهم.
عاد غاتسبي إلى منزله واستقر في نيويورك، والتي تم تحويلها من قبل عصر موسيقى الجاز. هناك تكهنات، لكن لم يتم تأكيدها مطلقًا، بأن غاتسبي استفاد من منع الكحول عن طريق كسب ثروة من تشغيل الكحول وبناء علاقات مع مختلف العصابات مثل ماير وولفشيم.